# (5235) Jean-Loup
(5235) Jean-Loup est un astéroïde de la ceinture principale.

## Description
(5235) Jean-Loup est un astéroïde de la ceinture principale. Il fut découvert par Henry E. Holt le 16 septembre 1990 à l'observatoire Palomar. Il présente une orbite caractérisée par un demi-grand axe de 2,296 UA, une excentricité de 0,143 et une inclinaison de 4,85° par rapport à l'écliptique.
Il fut nommé en l'honneur du scientifique français Jean-Loup Bertaux (né le 8 janvier 1942).

## Compléments